# Segunda División 1997-1998 (Spagna)
L'edizione 1997-98 della Segunda División fu il sessantasettesimo campionato di calcio spagnolo di seconda divisione. Il campionato vide la partecipazione di 20 squadre raggruppate in un unico gruppo. Le prime due della classifica furono promosse in Primera División mentre le ultime quattro furono retrocesse in Segunda División B. Erano previsti i play-off per la terza e la quarta in classifica.

## Classifica finale
|  |     | Classifica 1997-98 | Pt | G  | V  | N  | P  | GF | GS | DR  |
|  | --- | ------------------ | -- | -- | -- | -- | -- | -- | -- | --- |
|  | 1.  | Alavés             | 82 | 42 | 24 | 10 | 8  | 54 | 25 | +29 |
|  | 2.  | Extremadura        | 79 | 42 | 23 | 10 | 9  | 60 | 38 | +22 |
|  | 3.  | Las Palmas         | 73 | 42 | 19 | 16 | 7  | 72 | 47 | +25 |
|  | 4.  | Villarreal         | 73 | 42 | 19 | 16 | 7  | 51 | 38 | +13 |
|  | 5.  | UE Lleida          | 63 | 42 | 18 | 9  | 15 | 50 | 46 | +4  |
|  | 6.  | Badajoz            | 63 | 42 | 16 | 15 | 11 | 48 | 37 | +11 |
|  | 7.  | Siviglia           | 62 | 42 | 17 | 11 | 14 | 47 | 44 | +3  |
|  | 8.  | Rayo Vallecano     | 60 | 42 | 17 | 9  | 16 | 51 | 48 | +3  |
|  | 9.  | Atlético Madrid B  | 60 | 42 | 16 | 12 | 14 | 64 | 49 | +15 |
|  | 10. | Eibar              | 57 | 42 | 14 | 15 | 13 | 38 | 32 | +6  |
|  | 11. | Hércules           | 56 | 42 | 14 | 14 | 14 | 46 | 43 | +3  |
|  | 12. | Toledo             | 56 | 42 | 14 | 14 | 14 | 43 | 48 | -5  |
|  | 13. | Leganés            | 53 | 42 | 13 | 14 | 15 | 45 | 54 | -9  |
|  | 14. | Albacete           | 50 | 42 | 13 | 11 | 18 | 41 | 53 | -12 |
|  | 15. | Osasuna            | 50 | 42 | 13 | 11 | 18 | 36 | 42 | -6  |
|  | 16. | Ourense            | 49 | 42 | 12 | 13 | 17 | 37 | 46 | -9  |
|  | 17. | Numancia           | 47 | 42 | 10 | 17 | 15 | 33 | 50 | -17 |
|  | 18. | CD Logroñés        | 46 | 42 | 10 | 16 | 16 | 38 | 43 | -5  |
|  | 19. | Elche              | 45 | 42 | 11 | 12 | 19 | 45 | 56 | -11 |
|  | 20. | Real Jaén          | 45 | 42 | 9  | 18 | 15 | 39 | 52 | -15 |
|  | 21. | Xerez              | 38 | 42 | 8  | 14 | 20 | 24 | 49 | -25 |
|  | 22. | Levante            | 35 | 42 | 8  | 11 | 23 | 37 | 59 | -22 |

### Playoff
|             | Andata | Ritorno |            |
| ----------- | ------ | ------- | ---------- |
| Villarreal  | 0-0    | 1-1     | Compostela |
| Real Oviedo | 3-0    | 1-3     | Las Palmas |

## Verdetti
- Alavés,  Extremadura e  Villarreal promosse in Primera División 1998-1999.
- Elche,  Real Jaén,  Xerez e  Levante retrocesse in Segunda División B 1998-1999.